# Asier Illarramendi
Asier Illarramendi Andonegi (Mutriku, 8 de março de 1990) é um futebolista espanhol que atua como volante. Atualmente, joga pelo FC Dallas.
Integrou a Real Sociedad desde as categorias de base. Estreou na equipe principal em 19 de junho de 2010, quando a equipe ainda estava na Segunda Divisão Espanhola.

## Real Madrid
Contratado pelo Real Madrid em 12 de julho de 2013, quando o clube pagou o valor da recisão contratual, cerca de 32 milhões de euros, fixado pela Real Sociedad. Utilizara o uniforme de número 24, e como em seu clube anterior, mantém  com o apelido "Illarra".

## Real Sociedad
No dia 21 de agosto de 2015, foi confirmada sua volta a Real Sociedad, o jogador foi recontratado por € 17 milhões (R$ 70 milhões), assinou por 6 temporadas. No dia 24 de maio de 2023, foi anunciado que o capitão Illarramendi deixaria o Estádio Anoeta no dia 30 de junho.

## FC Dallas
Em 3 de agosto de 2023, Illarramendi assinou com o FC Dallas, clube da Major League Soccer, em um contrato até o final da temporada.

## Seleção Espanhola
Ilarramendi foi presença constante nas seleções espanholas de base. No Campeonato Europeu de Futebol Sub-21 de 2013, sagrou-se campeão pela Espanha e foi um dos escolhidos para a seleção dos melhores jogadores do campeonato.

## Títulos
Real Madrid
- Troféu Santiago Bernabéu: 2013
- Copa do Rei: 2013-14
- Liga dos Campeões da UEFA: 2013-14
- Supercopa da UEFA: 2014
- Copa do Mundo de Clubes da FIFA: 2014

Real Sociedad
- Copa do Rei: 2019-20

Seleção Espanhola
- Eurocopa Sub-21: 2013

### Prêmios individuais
- Melhor meia da La Liga de 2012–13[11]
- Jogador revelação da La Liga de 2012–13[12]
- Equipe do torneio do Campeonato Europeu Sub-21 de 2013

## Estatísticas
Última atualização em 24 de agosto de 2018.
| Clube             | Temporada         | Campeonato nacional | Campeonato nacional | Copa nacional | Copa nacional | Competições internacionais | Competições internacionais | Total | Total |
| Clube             | Temporada         | Jogos               | Gols                | Jogos         | Gols          | Jogos                      | Gols                       | Jogos | Gols  |
| ----------------- | ----------------- | ------------------- | ------------------- | ------------- | ------------- | -------------------------- | -------------------------- | ----- | ----- |
| Real Sociedad     | 2009–10           | 1                   | 0                   | 0             | 0             | —                          | —                          | 1     | 0     |
| Real Sociedad     | 2010–11           | 3                   | 0                   | 0             | 0             | —                          | —                          | 3     | 0     |
| Real Sociedad     | 2011–12           | 18                  | 0                   | 0             | 0             | —                          | —                          | 18    | 0     |
| Real Sociedad     | 2012–13           | 32                  | 0                   | 2             | 0             | —                          | —                          | 34    | 0     |
| Real Sociedad     | Total             | 54                  | 0                   | 2             | 0             | —                          | —                          | 56    | 0     |
| Real Madrid       | 2013–14           | 29                  | 2                   | 9             | 1             | 11                         | 0                          | 49    | 3     |
| Real Madrid       | 2014–15           | 30                  | 0                   | 1             | 0             | 10                         | 0                          | 41    | 0     |
| Real Madrid       | Total             | 59                  | 2                   | 10            | 1             | 21                         | 0                          | 90    | 3     |
| Real Sociedad     | 2015–16           | 33                  | 1                   | 2             | 0             | 0                          | 0                          | 35    | 1     |
| Real Sociedad     | 2016–17           | 34                  | 1                   | 5             | 0             | 0                          | 0                          | 39    | 1     |
| Real Sociedad     | 2017–18           | 36                  | 7                   | 0             | 0             | 8                          | 0                          | 44    | 7     |
| Real Sociedad     | 2018–19           | 2                   | 1                   | 0             | 0             | 0                          | 0                          | 2     | 1     |
| Real Sociedad     | Total             | 105                 | 10                  | 7             | 0             | 8                          | 0                          | 120   | 10    |
| Total na Carreira | Total na Carreira | 218                 | 12                  | 19            | 1             | 29                         | 0                          | 268   | 13    |